# Liquigas
Liquigas (UCI Team Code: LIQ) — американская профессиональная шоссейная велокоманда, основанная в 1999 году в Италии компанией по производству сжиженного газа «Liquigas» и имеющая статус UCI ProTeams. В первые годы своего существования выступала в низших дивизионах. Перед сезоном 2005 года объединилась с командой Bianchi, была переименована в Liquigas-Bianchi и получила лицензию UCI ProTeam.

## Главные победы
2007
- Париж — Ницца: Спринтерская классификация и этап 2 — Франко Пеллицотти
- Льеж — Бастонь — Льеж: Генеральная классификация — Данило Ди Лука
- Джиро д’Италия:
  - Этап 1 — командная гонка на время
  - Этапы 4, 12 и генеральная классификация  — Данило Ди Лука
- Классика Сан-Себастьяна: Леонардо Бертаньолли
- Тур де Франс: этап 5 — Филиппо Поццато

2008
- Париж — Ницца: этап 3 — Чель Кальстрём
- Неделя Коппи и Бартали: этап 1a — Франческо Кикки
- Тур Швейцарии: генеральная классификация — Роман Кройцигер

2009
- Тур Романдии: генеральная классификация — Роман Кройцигер
- Джиро д’Италия: этап 17 — Франко Пеллицотти
- Тур де Франс: горная классификация  — Франко Пеллицотти

2010
- Париж — Ницца: этапы 3, 5 — Петер Саган
- Тиррено — Адриатико: этап 18 — Даниэле Бенатти
- Тур Романдии: этап 1 — Петер Саган
- Джиро д’Италия:
  - Этап 4 — командная гонка на время
  - Этап 14 — Винченцо Нибали
  - Этап 12 и генеральная классификация  — Иван Бассо
- Тур Польши: этап 1 — Джакопо Гуарньери
- Вуэльта Испании генеральная классификация  — Винченцо Нибали

2011
- Джиро д’Италия: этап 18 — Эрос Капекки
- Тур Швейцарии: этапы 3, 8 — Петер Саган

## Допинг-скандалы
11 июля 2008 года допинг-проба «А», взятая у гонщика команды Мануэля Бельтрана после первого этапа Тур де Франс, дала положительный результат на эритропоэтин. Повторная проба подтвердила наличие запрещённого вещества в крови спортсмена.